# Cartele internaționale
Cartele internaționale sau cartele pentru telefonie internațională sunt moduri de a plăti în avans pentru servicii de telefonie internațională. Acestea pot fi pe suport de plastic pe care este imprimat un numar (cod) PIN care se poate descoperi prin răzuire, fie virtuale prin trimiterea codului PIN pe e-mail. 
Acel cod pin vă oferă o metodă de autentificare în rețeaua unui operator de telefonie. Accesul la rețeaua de telefonie se face apeland un număr, în general gratuit de la telefoane publice, fixe sau mobile. În general, cartelele internaționale oferă reduceri semnificative pentru apeluri catre alte destinații.

## Cum alegem
Ce trebuie sa știm atunci când alegem o cartelă internațională in funcție de unde vrem să sunăm și cum dorim să folosim cartela (să consumăm tot creditul odată sau în mai multe apeluri, etc...):
- Tariful pe minut către destinația respectivă - verificați dacă TVA-ul este inclus sau nu!
- Incrementarea tarifului; tarifarea se poate face la minut, la 3 minute, la 10 minute, s.a.m.d - adică, pentru o incrementare a tarifului de 3 minute, o convorbire cu durata între o secundă și 02:59 minute, indiferent de lungimea ei va costa de 3 ori tariful pe un minut către acea destinație! 
- Taxe asociate numărului de apel - folosirea numerelor de apel gratuite poate aduce costuri suplimentare din partea operatorului ce a produs cartela respectivă. Există și taxe diferite conform telefonului de la care se inițiază apelul, în general se percep taxe suplimentare pentru convorbiri de la telefoane publice.
- Taxe și perioade de mentenanță - Dacă doriți să folosiți aceeași cartelă timp de mai multe zile, aveți grijă la taxele zilnice de mentenanță
- Alte taxe asociate, spre exemplu există cartele care pentru 4 minute de convorbire tarifează 5, s.a.m.d (mai rar in România)
Achiziționarea unei cartele internaționale trebuie să se facă luând in calcul aceste aspecte. În general, chioșcurile si magazinele specializate nu oferă toate aceste amănunte, dar le puteți citi pe internet pe paginile furnizorilor pentru cartele internaționale.
Există și magazine online specializate în cartele internaționale sau alte magazine online care oferă, printre altele, cartele pentru telefonie internațională de la diferiți furnizori.